# Hana Sweid

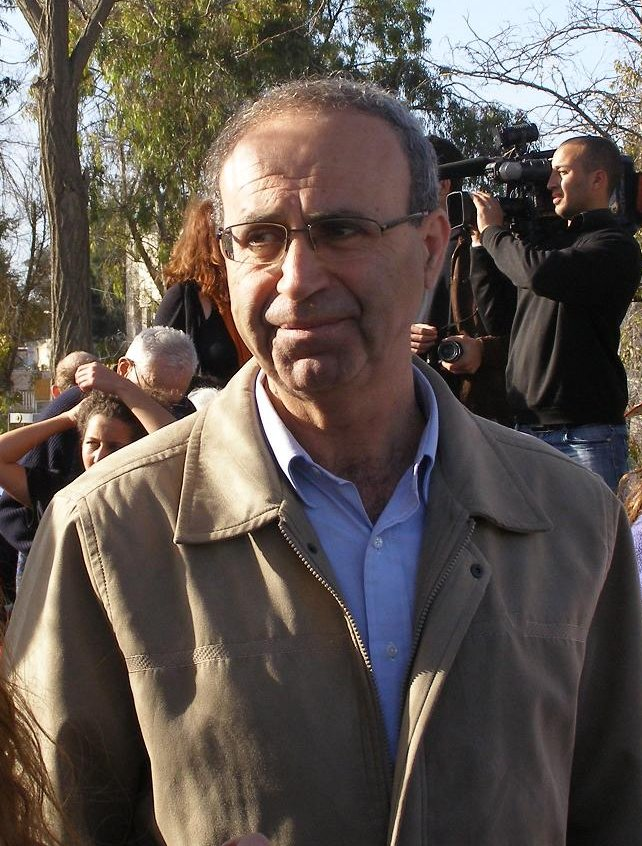
Hana Sweid

Hana Sweid (hebräisch חנא סוייד‎, * 27. März 1955 in Eilabun) ist ein israelischer Ingenieur und Politiker der Chadasch.

## Leben
Sweid studierte Ingenieurswesen am Technion in Haifa und an der University of Reading in England. Er war von 2006 bis 2015 Abgeordneter in der Knesset.